# Filyos Çayı
Der Filyos Çayı, auch Yenice Irmağı, ist ein Fluss zum Schwarzen Meer im Norden der Türkei.
Der Filyos Çayı hieß in der Antike Billaios (latinisiert Billaeus). Der Fluss entsteht in der Stadt Karabük am Zusammenfluss seiner beiden Quellflüsse Araç Çayı (rechts) und Soğanlı Çayı (links). Von dort durchschneidet er das Bergland des Westpontischen Gebirges in westnordwestlicher Richtung und passiert dabei die Stadt Yenice. Bei Gökçebey verlässt der Fluss das Bergland. Er nimmt den Devrek Çayı linksseitig auf und wendet sich nach Norden. Er passiert noch die Stadt Çaycuma und erreicht schließlich östlich der Ortschaft Filyos das Schwarze Meer. Der Filyos Çayı hat eine Länge von 228 km. Sein Einzugsgebiet umfasst 13.000 km².